# Белкин, Владлен Николаевич
Владлен Николаевич Белкин (1931—2020) — русский советский писатель, прозаик и поэт. Член Союза писателей СССР с 1975 года. Почётный гражданин города Дивногорска (1996)

## Биография
Родился 6 января 1931 года в селе Щербакуль Омской области в семье педагогов.
С 1947 по 1952 год обучался на факультете русского языка и литературы Ярославского педагогического института. С 1952 по 1954 год работал на педагогической и журналистской работе в городе Ярославле и Ярославской области. С 1954 по 1956 год по комсомольской путёвке Белкин ездил осваивать целину Северного Казахстана. С 1956 года работал в Красноярского края, сначала на педагогической работе в Дивногорской вечерней школе, затем в качестве каменщика строительной бригады, был участником строительства города Дивногорска и Красноярской ГЭС. Имя В. Н. Белкина было вписано в мемориальную табличку Красноярской ГЭС, в 1973 году Указом Президиума Верховного Совета СССР он был награждён орденом Трудового Красного Знамени. 
Член Союза писателей СССР с 1975 года. С 1979 по 1989 год в течение десяти лет В. Н. Белкин являлся — ответственным секретарём Красноярской краевой писательской организации Союза писателей РСФСР. С 1959 года начал заниматься творческой деятельностью в качестве члена литературной группы входившей в состав газеты «Огни Енисея». В 1961 году вышла в первая книга Белкина «Потомки Ермака», за эту книгу был удостоен премии красноярского комсомола. В последующем вышли такие поэтические и прозаические сборники как: «Трава на камне» (1966), «Дивногория» (1971), «Строгий август» (1974), «Таежная улица» (1975), «Простые истины» (1978), «Город-песня» (1981), «Угол зрения» (1985), «Кто ты на этом свете?» (1989) и «И век, и вечность…» (1996)
Скончался 22 августа 2020 года в Красноярске на 90-м году жизни.

## Творческие оценки
По словам учёного-культуролога Александра Михайлова написанного Белкину: «Вы — лирик, причем лирик думающий. В медитативном русле поэзии Вам удается выразить не только духовный и нравственный мир современника, но и его общественный темперамент, его социальную характерность. И, кстати говоря, черты социальной принадлежности (опыт рабочего человека) не локализируют, не за замыкают, как могло бы случиться, Ваше художественное сознание в определенном круге ассоциаций, а обогащают его более глубокими и современным пониманием прекрасного».
По словам культуролога и литературного критика Галины Шлёнской: «Лучшие стихи Владлена Белкина согревают читателя своей естественностью и правдой, в них живут общие заботы и невыдуманная человеческая судьба. Они еще раз убеждают, что творческий успех приходит к художнику тогда, когда его вдохновение питает сама жизнь, когда за написанной строкой стоит опыт личного участия в созидательной работе времени». 

## Награды
- Орден Трудового Красного Знамени (1973[1])

### Звания
- Почётный гражданин города Дивногорска — «За большой вклад в строительство КГЭС и г. Дивногорска, личный вклад в развитие Красноярского краевого отделения Союза писателей РФ, создание и руководство литературным объединением в г. Дивногорске в течение 30 лет, выпуск поэтических сборников, начиная с 1966 г., пропаганду поэзии о г. Дивногорске и его людях-строителях ГЭС в средствах массовой информации и печатных изданиях» (№ 17-п от 11.01.1996[8])